# 4114 Jasnorzewska
4114 Jasnorzewska је астероид главног астероидног појаса чија средња удаљеност од Сунца износи 2,537 астрономских јединица (АЈ).
Апсолутна магнитуда астероида је 13,8.